# Ляхово (Балахнинський район)
Ляхово (рос. Ляхово) — селище в Балахнинському районі Нижньогородської області Російської Федерації.
Населення становить 200 осіб. Входить до складу муніципального утворення робітниче селище Велике Козино.

## Історія
Від 2009 року входить до складу муніципального утворення робітниче селище Велике Козино.

## Населення
| 2002 | 2010 |
| ---- | ---- |
| 203  | ↘200 |